# 科德维戈
科德维戈（義大利語：Codevigo），是意大利威尼托大区帕多瓦省的一个市镇。总面积69.9平方公里，人口6345人，人口密度90.8人/平方公里（2009年）。国家统计（ISTAT）代码为028033。